# Coup d'État de 1968 au Panama
Le coup d'État panaméen de 1968 est un coup d'État militaire qui a eu lieu dans la République du Panama le 11 octobre 1968 lorsque la Garde nationale, dirigée par le major Boris Martínez, le lieutenant-colonel Jose Humberto Ramos, Rubén Darío Paredes et d'autres officiers militaires ont renversé le président Arnulfo Arias, qui a été élu lors des élections générales du 12 mai et qui a pris le pouvoir le 1er octobre. 

## Contexte
Le vendredi 11 octobre 1968, la Garde nationale dépose le président Arnulfo Arias, qui se trouvait dans une salle de cinéma à Panama. En apprenant les événements, il se réfugie dans la zone du canal de Panama sous le contrôle de l'armée américaine. Le major Boris Martínez et le lieutenant-colonel Jose Humberto Ramos ont commandé le coup d'État. La « Junte provisoire de gouvernement », dirigée par les colonels José María Pinilla Fábrega et Bolívar Urrutia Parrilla, sera imposée.
Le 12 octobre 1968, le journal El Mundo (le seul qui circulait ce jour-là) indique qu'une junte militaire avait pris le pouvoir, sans mentionner les noms de ses membres, et que des troupes de la Garde nationale avec des mitrailleuses encerclaient la résidence d'Arnulfo Arias, qui dirigeait se réfugier dans la zone du canal de Panama. Le journal a également rapporté que des coups de feu sporadiques ont été entendus « dans les bidonvilles de Panama City », tandis que le directeur de l'hôpital de Santo Tomás déclare qu'un homme et une femme avaient été blessés par balle. Le journal avertit aussi que tous les droits civiques avaient été suspendus. 
En 1968, une activité de guérilla a été enregistrée dans la zone urbaine et à l'intérieur du pays par la Federación de Estudiantes de Panamá et d'autres organisations, ainsi que par des partisans du président déchu Arias. Il y eut des actes militaires contre la Garde nationale, la fermeture de journaux et le développement de la diffusion de pamphlets et d'écrits clandestins,.